# عادل الحمادی
عادل الحمادی (انگلیسی: Adel Al-Hammadi؛ زادهٔ ۷ دسامبر ۱۹۹۱) یک بازیکن فوتبال است.